# إطار سنداي للحد من مخاطر الكوارث
هو أول اتفاق رئيسي ما بعد خطة التنمية 2015. يحدد الإطار إجراءات ملموسة يمكن للدول الأعضاء اتخاذها بهدف حماية المكاسب التنموية من مخاطر الكوارث.
يعمل إطار سنداي جنبًا إلى جنب مع الاتفاقيات الأخرى في خطة 2030، ومن بينها اتفاقية باريس بشأن تغير المناخ وخطة عمل أديس أبابا بشأن تمويل التنمية والخطة الحضرية الجديدة، وصولًا إلى أهداف التنمية المستدامة.
وقد صادقت الجمعية العامة للأمم المتحدة على إطار سنداي في أعقاب مؤتمر الأمم المتحدة العالمي الثالث المعني بالحد من مخاطر الكوارث في عام 2015. ويدعو الإطار إلى:
الحد بشكل كبير من مخاطر الكوارث والخسائر في الأرواح وسبل العيش والصحة والأصول الاقتصادية والمادية والاجتماعية والثقافية والبيئية للأشخاص والأعمال التجارية والمجتمعات المحلية والبلدان.
ويقر الإطار بأن للدولة دورًا أساسيًا في الحد من مخاطر الكوارث، ولكن ينبغي تقاسم هذه المسؤولية مع أصحاب المصلحة الآخرين بما في ذلك الحكومة والقطاع الخاص وغيرهم من أصحاب المصلحة.
يخلف إطار سنداي "إطار عمل هيوغو (2005-2015): بناء قدرة الأمم والمجتمعات على مواجهة الكوارث." وهو نتيجة مشاورات مع أصحاب المصلحة بدأت في آذار/مارس 2012، علاوة على مفاوضات حكومية دولية عُقدت من تموز/يوليو 2014 إلى آذار/مارس 2015، دعمها مكتب الأمم المتحدة للحد من مخاطر الكوارث بناءً على طلب من الجمعية العامة للأمم المتحدة.
وكُلف مكتب الأمم المتحدة للحد من مخاطر الكوارث بدعم تنفيذ ومتابعة ومراجعة إطار سنداي. 